# Mankovce
Mankovce (in ungherese Mankóc) è un comune della Slovacchia facente parte del distretto di Zlaté Moravce, nella regione di Nitra.